# SMFGカード&クレジット
株式会社SMFGカード&クレジット（エスエムエフジーカードアンドクレジット）は、かつて存在した三井住友フィナンシャルグループ（SMFG）傘下のクレジットカード事業の中間持株会社。

## 概要
SMFG傘下のカード会社としては、以前から株式会社三井住友銀行（SMBC）子会社の三井住友カード株式会社（SMCC）があった。2007年4月、株式会社セントラルファイナンス（CF）及び同社が筆頭株主の株式会社クオークと提携。翌5月には、CFが三菱UFJフィナンシャルグループ（MUFG）を離脱し、SMFG入りした。2008年2月には、株式会社オーエムシーカード（OMC）株式を筆頭株主のダイエーから取得し、グループ会社化した。SMFGは傘下に4社のカード会社を抱え、グループのカード事業について統一的戦略及びスケールメリットを図るため、中間持株会社として当社を設立し、統合することにした。
2018年9月28日、SMFGはキャッシュレス決済戦略の推進のため、2019年4月1日をもって三井住友カードを同社の直接の子会社とし、セディナを三井住友カードの子会社とすることを発表した。株式取得の具体的な方法は明かされなかったが、2019年4月1日付で三井住友カードがSMFGカード&クレジットを吸収合併したことが国税庁の法人番号検索サイトで確認された。

## 沿革
- 2007年（平成19年）
  - 4月27日 - SMFG、SMBC、SMCC、CF、クオーク、三井物産の6社がコンシューマーファイナンス事業における戦略的資本業務提携を締結。
  - 5月14日 - CFが、SMFG、SMBC、三井物産の3社を相手方とする第三者割当増資、並びにSMBCと三井物産の2社に対する無担保転換社債型新株予約権付社債の発行を実施。
  - 6月7日 - SMBCがCF社債の転換（新株予約権行使）を行い、CFはSMFGとSMBCの持分法適用関連会社（持株比率合計で23.6%）となる。
- 2008年（平成20年）
  - 2月8日 - SMBCが、ダイエーからOMCの株式27.72%を取得し、OMCの筆頭株主（32.62%）となる。
  - 2月29日 - SMFG、SMBC、SMCC、CF、OMC、クオークの6社がクレジットカード事業についての戦略を合意。CF、OMC、クオークの3社が合併の基本合意を締結。
  - 10月1日 - SMFGが株式会社SMFGカード&クレジット（FGCC）を設立。
  - 10月14日 - OMCがSMFGに対して第三者割当増資および転換社債型新株予約権付社債の発行を実施し、SMFGの持株比率が48.6%となる。
  - 12月1日 -
    - SMBCが、SMCC、CF、OMC、クオークの4社に関する事業について会社分割を実施し、FGCCに吸収させる。
    - SMFGが、FGCCに対して簡易株式交換を実施し、会社分割によりSMBCが取得したFGCCをSMFGに移転させ、FGCCをSMFGの完全子会社に戻す。
    - SMFGが、SMCC、CF、OMC、クオークの4社に関する事業について簡易吸収分割を実施し、FGCCに吸収させる。
- 2009年（平成21年）4月1日 - OMC、CF、クオークの3社が合併し、株式会社セディナとなる。同時にSMFG保有のOMC社債の転換が行われ、セディナに対するSMFGの持株比率が48.8%となる。
- 2010年（平成22年）5月31日 - セディナが実施する約500億円の第三者割当増資を当社が引き受け、同社に対する持株比率を67.49%として子会社化。
- 2011年（平成23年）5月1日 - 株セディナとの間で、SMFG株式を交付する形式の株式交換（三角株式交換）を実施し、同社を完全子会社化。
- 2019年（平成31年）4月1日 - 子会社の三井住友カード株式会社に合併され解散。

## 傘下にあった企業
- 三井住友カード株式会社（SMCC） - 統合前はSMBCが66%出資。SMBCから吸収分割により子会社化
- 株式会社セディナ - CF、OMC、クオークの3社が2009年4月1日に合併し、設立された会社（2011年4月26日までは上場を維持）
  - 株式会社セントラルファイナンス（CF） - 統合前はSMBCが14.29%、SMFGが8.78%出資
  - 株式会社オーエムシーカード（OMC） - 統合前はSMCGが32.29%出資（合併手続き上の存続会社）
  - 株式会社クオーク - 統合前はCFが20%、SMBCが11%出資